# Биње
Биње (фр. Bignay) насеље је и општина у западној Француској у региону Поату-Шарант, у департману Приморски Шарант која припада префектури Сен Жан д'Анжели.
По подацима из 2011. године у општини је живело 439 становника, а густина насељености је износила 50,29 становника/km². Општина се простире на површини од 8,73 km². Налази се на средњој надморској висини од 37 метара (максималној 86 m, а минималној 14 m).

## Демографија
| 1962. | 1968. | 1975. | 1982. | 1990. | 1999. | 2011. |
| ----- | ----- | ----- | ----- | ----- | ----- | ----- |
| 227   | 237   | 194   | 244   | 312   | 321   | 439   |

График промене броја становника у току последњих година